# جورج تی. الیور
جورج تی. الیور (به انگلیسی: George Tener Oliver) سناتور سابق عضو حزب جمهوری‌خواه ایالات متحده آمریکا بود. وی در سال ۱۹۰۹ تا ۱۹۱۷ میلادی سناتور ایالت پنسیلوانیا در سنای ایالات متحده آمریکا بود.